# Brahim Achabbakhe
 (mars 2024).
Si vous disposez d'ouvrages ou d'articles de référence ou si vous connaissez des sites web de qualité traitant du thème abordé ici, merci de compléter l'article en donnant les références utiles à sa vérifiabilité et en les liant à la section « Notes et références ».
Brahim Achabbakhe né le 17 mai 1984 à Beaumont-sur-Oise, (Val-d'Oise) est un champion d'arts martiaux, un cascadeur professionnel et un acteur de cinéma franco-marocain. 

## Biographie

### Une jeunesse sportive
Brahim Achabbakhe est le benjamin d'une famille de 5 enfants. Ses parents, d'origine marocaine, ont émigré très tôt en France. Élève doué et naturellement à l'aise dans la pratique de plusieurs sports, notamment le football, il se destine, à l'âge de 14 ans, à la pratique des arts martiaux. Il n'arrêtera plus de pratiquer depuis et enchainera les compétitions et récompenses. 
Son désir de tourner dans des films d'arts martiaux pris de l'ampleur lorsqu'il vit son premier film mettant en vedette la star mondiale Jackie Chan. Il acquiert plusieurs ouvrages relatifs à cet acteur et devient un grand admirateur. 
Brahim est imprégné par l'univers des mangas et, plus particulièrement, de la série culte Dragon Ball. Il est également un grand amateur de jeux vidéo, il ne délaisse néanmoins pas ses études et restera un élève appliqué et rigoureux. 
Des amis lui font découvrir une nouvelle activité : le "tricks" notamment au sein de l'association Xswipe. En anglais ce mot désigne les figures de voltige. Il va particulièrement se spécialiser dans ce sport qui combine arts martiaux et acrobaties stylisées. 
Il obtient son baccalauréat et s'inscrit à la faculté afin d'obtenir un STAPS mais ses rêves sont ailleurs. Rapidement, il décroche et prend un billet d'avion en direction des États-Unis. Pendant quelque temps, il va voyager, participer à des compétitions, s'entrainer avec acharnement et surtout faire des connaissances. Un des atouts majeur de ce voyage est qu'il devient parfaitement bilingue. 

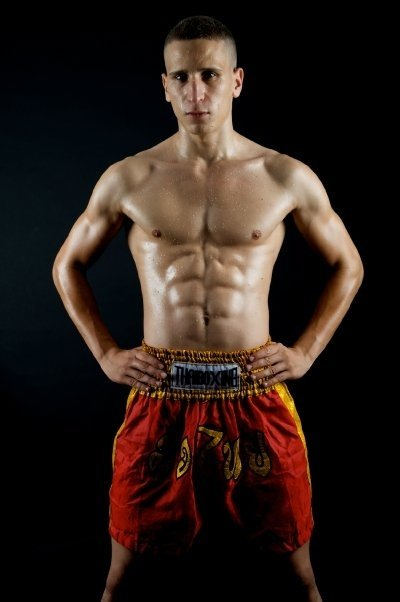
Brahim Achabbakhe en 2009

À 22 ans, il s'envole vers Bangkok (Thaïlande) et obtient son premier emploi pour un K-1 commercial destiné au Japon. Brahim va ensuite enchaîner les rôles notamment dans des publicités, des démonstrations de ces prouesses à la télévision thaïlandaise  ou dans des shows privés destinés aux grandes firmes. Il commence à se faire une réputation et est enfin lancé dans le métier. 
Il s'insère parfaitement dans la culture et la vie thaïlandaise, apprend la langue et se fait repérer rapidement car il allie à un sérieux potentiel physique, des qualités prometteuses d'acteur et beaucoup de sérieux.
En 2012, la consécration arrive : il collabore actuellement avec Yuen Woo-ping le génial chorégraphe d'arts martiaux sur le tournage du Film Man of Tai Chi qui sera réalisé par Keanu Reeves. La sortie de ce film est prévu en 2013. 

## Filmographie

### Acteur
- Vanguard (2020) : Broto
- Frenchy de Jean-Claude Van Damme (tourné en 2008 mais jamais sorti pour le grand public) : Sergey
- Un seul deviendra invincible : Boyka (2016) Igor Kazmir
- La Vengeance dans le corps  (2015) Nardo
- Man of Tai Chi (2013)
- Kill 'em All (2012) Takab
- The Mark : Flight 777 (2012) Tash
- The Kick (2011) French Taekwondo champion
- United Six (2011) Acolyte
- Mein verrücktes Jahr in Bangkok (2011) Thief
- Pyataya kazn (2010) Rick's guard 6
- Sanctuary (2009) Mafia wisa henchman
- Kal Kissne Dekha (2009) Bodyguard
- Street Fighter: Legend of Chun-Li (2009) Thug in Tenement House
- Hanuman klook foon (2008) Taekwondo fighter

### Cascadeur
- Secret Sharer (2012)
- Housefull 2 (2012)
- Kill 'em All (2012) (assistant fight choreographer)
- Casanovva (2012)
- The Scorpion King 3: Battle for Redemption (2012)
- Loot (2011)
- Dhada (2011)
- Very Bad Trip 2 (2011)
- Elephant White (doublure Kevin Bacon)
- Taiheiyou no kiseki: Fokkusu to yobareta otoko (2011)
- United Six (2011)
- Skills (2010)
- Komaram Puli (2010)
- Pyataya kazn (2010)
- The Eagle Path (2010) (doubleur cascadeur: Jean-Claude Van Damme)
- Sura (2010)
- Asal (2010)
- Saleem (2009)
- Ek Niranjan (2009)
- Luck (2009)
- Sanctuary (2009)
- Kal Kissne Dekha (2009)
- Street Fighter: Legend of Chun-Li (2009)
- Hanuman klook foon (2008)
- Nim-eun-meon-go-sae (2008)
- Les stars se dépassent pour ELA (2008)